# Grand Prix Bahrajnu 2007
Grand Prix Bahrajnu 2007 (oficiálně 2007 Formula 1 Gulf Air Bahrain Grand Prix) se jela na okruhu Bahrain International Circuit v Sachíru v Bahrajnu dne 15. dubna 2007. Závod byl třetím v pořadí v sezóně 2007 šampionátu Formule 1.
Klimatické podmínky na okruhu nebyly zrovna ideální. Teplota trati přesahovala 40 stupňů celsia a teplota vzduchu byla okolo 30 stupňů celsia. Součástí závodního víkendu byl letos poprvé závod GP 2 Series a Porsche Mobil 1 SuperCup. Celý závodní víkend zahajovala velkolepá přivítací party Welcome party in the paddock s ukázkou letecké akrobacie, sokolnictví a tradiční arabské hudby a kultury. Přítomen byl i šejk Salman bin Hamad Al-Khalifa, jenž byl korunním princem Bahrajnu a který předával cenu prvnímu v cíli. Z dalších známých osobností se v boxech objevili například šejk Fawaz bin Mohammed, manželka Ralfa Schumachera Cora Schumacher, sestra Eddieho Irvina Sonia Irvine, Sir Jackie Stewart nebo německý tenista Boris Becker.

## Výsledky
Felipe Massa si po startu udržel vedoucí pozici, zezadu dobře vystartoval Barrichello. Pátá zatáčka přinesla kolizi Buttona s Coulthardem a na stejném místě kolidovali i Sutil se Speedem.
Na trati se objevil safety car a po třech kolech opět zajel do boxu. Na pořadí se nic nezměnilo ani po restartu závodu. Nejtěsnější a nejzajímavější moment na trati byl boj o desátou příčku, kterou hájil Jarno Trulli před dotírajícími vozy týmu Williams Alexandra Wurze a Nica Rosberga. Trulli se nenechal znervóznit, ale naopak oba jezdci Williamsu začali chybovat, čehož okamžitě využil zkušený Coulthard a dostal se před Rosberga.
Chyb se nevyvaroval ani Räikkönen, ale pokaždé se rychle znovu dotáhnul za Alonsa. Polem se prodíral po startu z poslední příčka Coulthard, který zdolal i Wurze. Také Jarno Trulli využil zaváhání Kovalainena a dostal se před něj.
Před prvními zastávkami v boxech bylo pořadí: Massa, Hamilton, Alonso, Räikkönen, Heidfeld, Kubica, Fisichella, Webber, Trulli, Kovalainen, Coulthard, Wurz, Rosberg, Davidson, Sato, Schumacher, Barrichello, Albers, Liuzzi, Sutil. Coulthard s Wurzem zajeli do boxů jako první. Fisichella byl ve formě a učebnicovým manévrem se po dvou zatáčkách hravě dostal před Barrichella. Ferrari tak získalo druhé vítězství v sezóně.

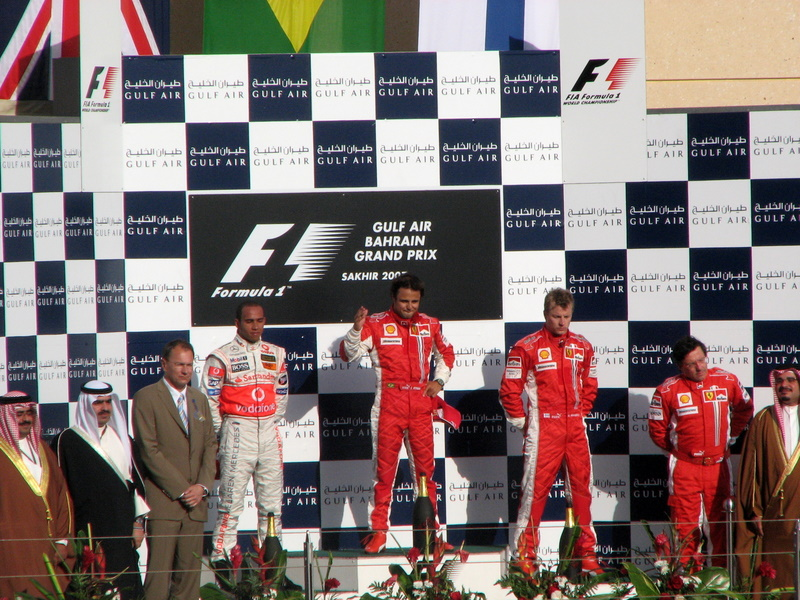
Stupně vítězů Lewis Hamilton, Felipe Massa, Kimi Räikkönen a Luca Baldisseri.

| Poř.   | Jezdec               | Vůz               | Čas          |
| ------ | -------------------- | ----------------- | ------------ |
| 1      | Felipe Massa         | Ferrari F2007     | 1h33:27,515  |
| 2      | Lewis Hamilton       | McLaren MP4/22    | +0:02,360    |
| 3      | Kimi Räikkönen       | Ferrari F2007     | +0:10,839    |
| 4      | Nick Heidfeld        | BMW Sauber F1.07  | +0:13,831    |
| 5      | Fernando Alonso      | McLaren MP4/22    | +0:14,426    |
| 6      | Robert Kubica        | BMW Sauber F1.07  | +0:45,925    |
| 7      | Jarno Trulli         | Toyota TF106      | +1:21,371    |
| 8      | Giancarlo Fisichella | Renault R27       | +1:21,701    |
| 9      | Heikki Kovalainen    | Renault R27       | +1:29,411    |
| 10     | Nico Rosberg         | Williams FW29     | +1:29,916    |
| 11     | Alexander Wurz       | Williams FW29     | +1 kolo      |
| 12     | Ralf Schumacher      | Toyota TF107      | +1 kolo      |
| 13     | Rubens Barrichello   | Honda RA107       | +1 kolo      |
| 14     | Christijan Albers    | Spyker F8-VII     | +2 kola      |
| 15     | Adrian Sutil         | Spyker F8-VII     | +4 kola      |
| 16     | Anthony Davidson     | Super Aguri SA07  | +6 kol/Motor |
| Kolo   | Odstoupili           | Odstoupili        | Odstoupili   |
| 41     | Mark Webber          | Red Bull RB3      | Převodovka   |
| 36     | David Coulthard      | Red Bull RB3      | Hnací hřídel |
| 34     | Takuma Sató          | Super Aguri SA07  | Motor        |
| 26     | Vitantonio Liuzzi    | Torro Rosso STR02 | Hydraulika   |
| 1      | Jenson Button        | Honda RA107       | Kolize       |
| 1      | Scott Speed          | Torro Rosso STR02 | Kolize       |
| Zdroj: |                      |                   |              |

### Vedení v závodě
- 1.-21. kolo Felipe Massa
- 22.- 23. kolo Kimi Räikkönen
- 24.- 40. kolo Felipe Massa
- 41.- 44. kolo Lewis Hamilton
- 45.- 57. kolo Felipe Massa

### Postavení na startu
Sobota – 14. dubna 2007
- 1. část kvalifikace
  - Nejlépe si s tratí poradil Felipe Massa na Ferrari. Do druhé části tradičně nepostoupil Spyker s oběma vozy. Překvapivě také David Coulthard a Vitantonio Liuzzi, kteří v tréninkách jezdili rychlé časy.
- 2. část kvalifikace
  - Druhých patnáct minut využil beze zbytku Felipe Massa a znovu obsadil první příčku. Druhý Hamilton a třetí Räikkönen, Alonso se propadl na páté místo. Dále nepostupuly obě Hondy a také Kovalainen s Renaultem, zatímco Fisichella se do první postupové desítky protlačil na poslední chvíli.
- 3. část kvalifikace
  - Felipe Massa si zajistil druhé pole position, když se postupně zlepšoval v poslední části kvalifikace. Hamilton poprvé porazil Alonsa. Nakonec Fisichella přinutil pomalý Renault k pohybu a zajistil si tak sedmé místo.
- Žlutě - rozhodující čas pro postavení na startu

|        |                                       |    |                                       | Kvalifikace III.                      | Kvalifikace II.                       | Kvalifikace I.                        |
| ------ | ------------------------------------- | -- | ------------------------------------- | ------------------------------------- | ------------------------------------- | ------------------------------------- |
| 1      | Felipe Massa Ferrari 1:32.652         |    |                                       | Felipe Massa Ferrari 1:32.652         | Felipe Massa Ferrari 1:31.359         | Felipe Massa Ferrari 1:32.443         |
|        |                                       | 2  | Lewis Hamilton McLaren 1:32.935       | Lewis Hamilton McLaren 1:32.935       | Lewis Hamilton McLaren 1:31.732       | Lewis Hamilton McLaren 1:32.580       |
| 3      | Kimi Räikkönen Ferrari 1:33.131       |    |                                       | Kimi Räikkönen Ferrari 1:33.131       | Kimi Räikkönen Ferrari 1:31.812       | Fernando Alonso McLaren 1:33.049      |
|        |                                       | 4  | Fernando Alonso McLaren 1:33.192      | Fernando Alonso McLaren 1:33.192      | Nick Heidfeld BMW 1:32.154            | Kimi Räikkönen Ferrari 1:33.161       |
| 5      | Nick Heidfeld BMW 1:33.404            |    |                                       | Nick Heidfeld BMW 1:33.404            | Fernando Alonso McLaren 1:32.214      | Nick Heidfeld BMW 1:33.164            |
|        |                                       | 6  | Robert Kubica BMW 1:33.710            | Robert Kubica BMW 1:33.710            | Robert Kubica BMW 1:32.292            | Jarno Trulli Toyota 1:33.218          |
| 7      | Giancarlo Fisichella Renault 1:34.056 |    |                                       | Giancarlo Fisichella Renault 1:34.056 | Jarno Trulli Toyota 1:32.429          | Anthony Davidson Super Aguri 1:33.299 |
|        |                                       | 8  | Mark Webber Red Bull 1:34.106         | Mark Webber Red Bull 1:34.106         | Mark Webber Red Bull 1:32.808         | Robert Kubica BMW 1:33.348            |
| 9      | Jarno Trulli Toyota 1:34.154          |    |                                       | Jarno Trulli Toyota 1:34.154          | Nico Rosberg Williams 1:32.815        | Nico Rosberg Williams 1:33.349        |
|        |                                       | 10 | Nico Rosberg Williams 1:34.399        | Nico Rosberg Williams 1:34.399        | Giancarlo Fisichella Renault 1:32.889 | Heikki Kovalainen Renault 1:33.467    |
| 11     | Alexander Wurz Williams 1:32.915      |    |                                       |                                       | Alexander Wurz Williams 1:32.915      | Mark Webber Red Bull 1:33.496         |
|        |                                       | 12 | Heikki Kovalainen Renault 1:32.935    |                                       | Heikki Kovalainen Renault 1:32.935    | Giancarlo Fisichella Renault 1:33.556 |
| 13     | Anthony Davidson Super Aguri 1:33.082 |    |                                       |                                       | Anthony Davidson Super Aguri 1:33.082 | Alexander Wurz Williams 1:33.759      |
|        |                                       | 14 | Ralf Schumacher Toyota 1:33.294       |                                       | Ralf Schumacher Toyota 1:33.294       | Rubens Barrichello Honda 1:33.776     |
| 15     | Rubens Barrichello Honda 1:33.624     |    |                                       |                                       | Rubens Barrichello Honda 1:33.624     | Ralf Schumacher Toyota 1:33.923       |
|        |                                       | 16 | Jenson Button Honda 1:33.731          |                                       | Jenson Button Honda 1:33.731          | Jenson Button Honda 1:33.967          |
| 17     | Takuma Sató Super Aguri 1:33.984      |    |                                       |                                       |                                       | Takuma Sató Super Aguri 1:33.984      |
|        |                                       | 18 | Vitantonio Liuzzi Toro Rosso 1:34.024 |                                       |                                       | Vitantonio Liuzzi Toro Rosso 1:34.024 |
| 19     | Scott Speed Torro Rosso 1:34.333      |    |                                       |                                       |                                       | Scott Speed Torro Rosso 1:34.333      |
|        |                                       | 20 | Adrian Sutil Spyker 1:35.280          |                                       |                                       | Adrian Sutil Spyker 1:35.280          |
| 21     | David Coulthard Red Bull 1:35.341     |    |                                       |                                       |                                       | David Coulthard Red Bull 1:35.341     |
|        |                                       | 22 | Christijan Albers Spyker 1:35.533     |                                       |                                       | Christijan Albers Spyker 1:35.533     |
| Zdroj: |                                       |    |                                       |                                       |                                       |                                       |

### Sobotní tréninky
Sobota – 7. dubna 2007
- Trénink
  - Nejlepší čas sobotního tréninku si nechali oba protagonisté až na závěr tréninku. Tentokrát byl nejrychlejší Hamilton, který překonal Räikkönena o tři tisíciny sekundy. Massa a Alonso kryli záda svým kolegům z týmu. Renault se nedokázal během celého víkendu přiblížit časům Ferrari a McLarenu.

| 1  | Lewis Hamilton McLaren 1:32.543       | 2  | Kimi Räikkönen Ferrari 1:32.549    |
| 3  | Nick Heidfeld BMW 1:32.652            | 4  | Robert Kubica BMW 1:32.755         |
| 5  | Anthony Davidson Super Aguri 1:32.900 | 6  | Felipe Massa Ferrari 1:32.950      |
| 7  | Fernando Alonso McLaren 1:33.235      | 8  | Mark Webber Red Bull 1:33.399      |
| 9  | Giancarlo Fisichella Renault 1:33.602 | 10 | Heikki Kovalainen Renault 1:33.605 |
| 11 | Nico Rosberg Williams 1:33.614        | 12 | Alexander Wurz Williams 1:33.658   |
| 13 | Vitantonio Liuzzi Toro Rosso 1:33.700 | 14 | Jarno Trulli Toyota 1:33.724       |
| 15 | David Coulthard Red Bull 1:33.826     | 16 | Jenson Button Honda 1:34.023       |
| 17 | Takuma Sató Super Aguri 1:34.082      | 18 | Rubens Barrichello Honda 1:34.397  |
| 19 | Scott Speed Toro Rosso 1:34.791       | 20 | Ralf Schumacher Toyota 1:35.144    |
| 21 | Christijan Albers Spyker 1:35.395     | 22 | Adrian Sutil Spyker 1:35.436       |

### Páteční tréninky
Pátek – 13. duben 2007
- První trénink
  - Kimi Räikkönen na voze Ferrari dominoval pátečnímu tréninku, když svého týmového kolegu za sebou nechal o půl sekundy a oba vozy McLaren téměř o sekundu. Na pátém místě dokazoval svou rychlost Jarno Trulli, ale s časem o víc než 1,5 s pomalejším jak nejrychlejší Ferrari. Zatímco Ralf Schumacher s druhou Toyotu, zajel až 13. čas. Vitantonio Liuzzi překvapil osmým časem. Renault znovu klesl startovním polem a nepřekvapila ani Honda a Red Bull se Spykerem.

- Druhý trénink

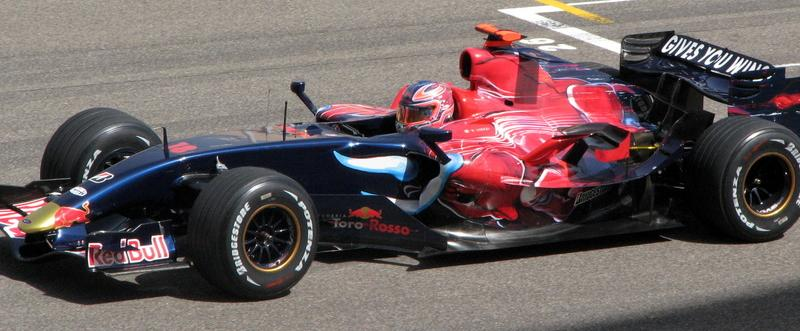
Vitantonio Liuzzi překvapil osmým časem.

  - Räikkönen nedal šanci nikomu ani ve druhém tréninku, i když Hamilton dokázal probudit svůj McLaren a Finovy pořádně dýchal na záda. Robert Kubica se dokázal vklínit mezi Ferrari a McLaren a oživit tím čelo startovního pole.
- Technické změny
  - Williams FW29 - rozšíření chladicích otvorů brzdového kotouče přední nápravy, má za úkol progresivnější odvod tepla při brzdění právě v závodech jako je Bahrajn nebo Malajsie, kde je extrémně vysoká teplota.
  - Ferrari F2007 - u Ferrari se zaměřili na chlazení brzd u zadní nápravy přidáním několika usměrňovačů proudění vzduchu. Navíc změnily i plošky na ramenech předního zavěšení, které mají efektivněji směrovat proud vzduchu.
  - Spyker F8-VII - představil na svém voze křidélka umístěná na předním okraji šasi, známé z minulé sezony u mnoha týmů. Jejich primární funkce je uklidnění obtékajícího vzduchu kolem pilotovy hlavy.
  - Red Bull RB3 - také Red Bull přišel s pozměněným aerodynamickým balíčkem. Na bočnicích se objevili postranní bumerangy podobné těm z Ferrari F2007.

|    | I. Trénink                            |    | II. Trénink                           |
| -- | ------------------------------------- | -- | ------------------------------------- |
| 1  | Kimi Räikkönen Ferrari 1:33.162       | 1  | Kimi Räikkönen Ferrari 1:33.5         |
| 2  | Felipe Massa Ferrari 1:33.679         | 2  | Lewis Hamilton McLaren 1:33.540       |
| 3  | Lewis Hamilton McLaren 1:34.110       | 3  | Robert Kubica BMW 1:33.732            |
| 4  | Fernando Alonso McLaren 1:34.161      | 4  | Felipe Massa Ferrari 1:33.772         |
| 5  | Jarno Trulli Toyota 1:34.896          | 5  | Fernando Alonso McLaren 1:33.784      |
| 6  | Nick Heidfeld BMW 1:35.076            | 6  | Alexander Wurz Williams 1:33.973      |
| 7  | Robert Kubica BMW 1:35.248            | 7  | Nick Heidfeld BMW 1:34.076            |
| 8  | Vitantonio Liuzzi Toro Rosso 1:35.375 | 8  | Nico Rosberg Williams 1:34.189        |
| 9  | Nico Rosberg Williams 1:35.375        | 9  | David Coulthard Red Bull 1:34.391     |
| 10 | Alexander Wurz Williams 1:35.398      | 10 | Jarno Trulli Toyota 1:34.366          |
| 11 | Jenson Button Honda 1:35.445          | 11 | Rubens Barrichello Honda 1:34.391     |
| 12 | Heikki Kovalainen Renault 1:35.474    | 12 | Heikki Kovalainen Renault 1:34.585    |
| 13 | Ralf Schumacher Toyota 1:35.573       | 13 | Anthony Davidson Super Aguri 1:34.595 |
| 14 | Giancarlo Fisichella Renault 1:35.697 | 14 | Mark Webber Red Bull 1:34.677         |
| 15 | Scott Speed Toro Rosso 1:35.726       | 15 | Giancarlo Fisichella Renault 1:34.796 |
| 16 | Takuma Sató Super Aguri 1:35.856      | 16 | Takuma Sató Super Aguri 1:35.001      |
| 17 | Rubens Barrichello Honda 1:35.911     | 17 | Vitantonio Liuzzi Toro Rosso 1:35.268 |
| 18 | Anthony Davidson Super Aguri 1:36.243 | 18 | Ralf Schumacher Toyota 1:35.427       |
| 19 | Mark Webber Red Bull 1:36.483         | 19 | Adrian Sutil Spyker 1:35.582          |
| 20 | David Coulthard Red Bull 1:36.513     | 20 | Scott Speed Toro Rosso 1:35.687       |
| 21 | Adrian Sutil Spyker 1:38.720          | 21 | Christijan Albers Spyker 1:35.835     |
| 22 | Christijan Albers Spyker 1:37.084     | 22 | Jenson Button Honda 1:36.079          |

### Stav MS po závodě
|    | Jezdec               | Body |
| -- | -------------------- | ---- |
| 1  | Fernando Alonso      | 22   |
| 2  | Kimi Räikkönen       | 22   |
| 3  | Lewis Hamilton       | 22   |
| 4  | Felipe Massa         | 17   |
| 5  | Nick Heidfeld        | 15   |
| 6  | Giancarlo Fisichella | 8    |
| 7  | Jarno Trulli         | 4    |
| 8  | Robert Kubica        | 3    |
| 9  | Nico Rosberg         | 2    |
| 10 | Ralf Schumacher      | 1    |
| 11 | Heikki Kovalainen    | 1    |

|   | Vůz      | Body |
| - | -------- | ---- |
| 1 | McLaren  | 44   |
| 2 | Ferrari  | 39   |
| 3 | BMW      | 18   |
| 4 | Renault  | 9    |
| 5 | Toyota   | 5    |
| 6 | Williams | 2    |

|   | Stát           | Body |
| - | -------------- | ---- |
| 1 | Španělsko      | 22   |
| 2 | Finsko         | 22   |
| 3 | Velká Británie | 22   |
| 4 | Brazílie       | 17   |
| 5 | Německo        | 15   |
| 6 | Itálie         | 12   |
| 7 | Polsko         | 3    |

### Zajímavosti
- Jednalo se o 771. Grand Prix.
- Felipe Massa zaznamenal 3. vítězství a zároveň získal první Hattrick.
- Tým Ferrari zaznamenal 194. vítězství.
- Vůz se startovním číslem 5 získal 117. vítězství.
- Hamilton získal ve své 3. GP 3. pódium.